# CHINTAI
株式会社CHINTAI（チンタイ、英: CHINTAI Corporation）は、東京都を拠点に、賃貸物件空室情報提供サービスを行っている企業である。2005年に、旧社名「賃貸住宅ニュース社」から改称した。

## 沿革
- 1992年 - 株式会社賃貸住宅ニュース社設立[2]
- 1994年 - 「賃貸住宅ニュース」を「CHINTAI」に誌名変更[2]。
- 2004年 - 大阪証券取引所ヘラクレス市場に上場[3]。
- 2005年 - 現社名に改称[2]。
- 2010年
  - 4月12日 - エイブルと11月1日をめどに株式移転方式で共同持ち株会社を設立すると発表[4]。
  - 11月1日 - 株式移転により、エイブルCHINTAIホールディングス（現・エイブル&パートナーズ）の完全子会社となる[5]。

## .chintai
.chintaiは、株式会社CHINTAIが運用するトップレベルドメインである。

## イメージキャラクター
- 菊池桃子（1994年 - 1996年）
- 渡辺満里奈（1997年 - 1999年7月）
- 梅宮アンナ（1999年8月 - 2001年7月）
- 神田うの（1999年8月 - 2001年7月）
- 陣内孝則（2001年8月 - 2005年7月）
- 加藤あい（2005年8月 - 2007年7月）
- 小林麻央（2007年8月 - 2009年7月）
- 宮川大輔（2007年8月 - 2009年7月）
- AKIRA（EXILE、2009年8月 - 2011年12月）
- 中居正広（当時SMAP、2012年1月 - 2013年12月）※エイブルCHINTAIホールディングス子会社化
- きゃりーぱみゅぱみゅ（2014年1月 - 2015年7月）※2013年下期から中居とCM共演していたが2014年1月より単独出演
- 和田アキ子（2015年8月 - 2016年7月）
- 志村けん（2016年8月 - 2017年12月）
- ローラ（2017年1月 - 2017年12月）※志村と共演
- 広末涼子（2018年1月 - 2019年7月）
- フワちゃん（2019年8月 - 2019年12月）
- ROLAND（2020年）
- アンミカ（2021年1月 - 12月）
- 生見愛瑠（2021年1月 - 12月）
- 新庄剛志（2022年1月 - 2023年7月）
- 僕が見たかった青空（2023年8月 - 2025年7月）
- 大橋和也（なにわ男子、2025年8月 - ）

## 提供番組

### テレビ
- 地域に超密着！街ドキ埼玉（J:COM埼玉）[6]

### ラジオ
現在
- CHINTAI presents きゃりーぱみゅぱみゅ Chapter＃0〜Touch Your Heart〜（2021年4月 - 、TOKYO FM・JFN系列38局ネット）[6]
- STEP ONE（2017年4月 - 、J-WAVE）[6]
- FM802 Traffic Information（FM802、土曜のみ提供）[6]
- CHINTAI presents サステナブルースカイ（2025年2月 - 、Audee）[6]

過去
- TIME FOR BRUNCH（2001年8月 - 2013年3月、J-WAVE）
- TOKYO-GRAPH（2013年4月 - 2015年3月、J-WAVE）

## 主な関連会社
- 株式会社CHINTAIトラベルサービス（旅行業）